# Tiroteig a l'escola primària de Cleveland (San Diego)
El tiroteig de la Cleveland Elementary School va ser un tiroteig escolar que va tenir lloc el 29 de gener de 1979 a l'escola Grover Cleveland Elementary School de San Diego, Califòrnia, Estats Units. El director i un custodi van ser assassinats; vuit nens i l'oficial de policia Robert Robb van resultar ferits. Una noia de 16 anys, Brenda Spencer, que vivia en una casa davant de l'escola, va ser condemnada pels tiroteigs. Acusada com a adulta, es va declarar culpable de dos càrrecs d'assassinat i agressió amb una arma mortal, i va ser condemnada a presó perpètua amb possibilitats de llibertat condicional després de 25 anys.
Un periodista es va posar en contacte amb Spencer per telèfon mentre encara era a casa després del tiroteig i li va preguntar per què va cometre el crim. Segons els informes, va respondre: "No m'agraden els dilluns. Això anima el dia", frase que va inspirar a Bob Geldof i Johnnie Fingers per escriure la cançó de Boomtown Rats "I Don't Like Mondays⁣".

## Perpetradora
Brenda Ann Spencer (nascuda el 3 d'abril de 1962) és una assassina nord-americana empresonada que el 1979 va cometre un tiroteig a l'escola Grover Cleveland Elementary School del districte escolar unificat de San Diego al barri de San Carlos de San Diego, Califòrnia. En aquell moment, vivia en una casa enfront de l'escola. Tenia 16 anys en el moment del tiroteig, feia 5'2" (157 cm) d'alçada i tenia els cabells vermells brillants. Després que els seus pares es van separar, suposadament va viure en la pobresa amb el seu pare, Wallace Spencer. Tant pare com filla dormien en un sol matalàs al terra de la sala d'estar en una casa esquitxada d'ampolles buides de begudes alcohòliques.
La gent pròxima a ella varen dir que Spencer va expressar hostilitat cap als policies, havia parlat de disparar-ne un i havia parlat de fer alguna cosa gran per sortir a la televisió. Tot i que Spencer va mostrar una habilitat excepcional com a fotògrafa, guanyant el primer premi en un concurs de la Humane Society, en general no estava interessada en l'escola. Va assistir a l'escola secundària Patrick Henry, on un professor recordava preguntar sovint si estava desperta a classe. Més tard, durant les proves mentre estava sota custòdia, es va descobrir que Spencer tenia una lesió al lòbul temporal del seu cervell, el qual es va atribuir a un accident que va tenir amb la seva bicicleta.
A principis de 1978, el personal d'una instal·lació per a estudiants amb problemes, a la qual Spencer havia estat derivada per absentisme escolar, va informar els seus pares que la noia tenia tendències suïcides. Aquell estiu, Spencer, que era coneguda per caçar ocells al barri, va ser arrestada per disparar per les finestres de la Grover Cleveland Elementary amb una pistola BB i per robatori.
Al desembre, una avaluació psiquiàtrica organitzada pel seu oficial de llibertat condicional va recomanar que Spencer fos ingressada en un hospital psiquiàtric per depressió, però el seu pare es va negar a donar permís. Per Nadal de 1978, el seu li va regalar un rifle semiautomàtic Ruger 10/22 calibre .22 amb mira telescòpica i 500 cartutxos de munició. Spencer va dir més tard: "Vaig demanar una ràdio i vaig aconseguir un rifle". Quan li van preguntar per què havia fet això, ella va respondre: "Va comprar-me el rifle així que ara em podria suïcidar".

## Tiroteig
El matí del dilluns 29 de gener de 1979, Spencer va començar a disparar des de casa seva als nens que esperaven que el director Burton Wragg, de 53 anys, obrís les portes de la Grover Cleveland Elementary. Va ferir vuit nens; va començar amb Cam Miller, de nou anys, ja que portava el color blau favorit de Spencer. Spencer va disparar i va matar a Wragg mentre ell i el professor Daryl Barnes intentaven ajudar els nens. També va matar Mike Suchar, un custodi de 56 anys, mentre intentava treure un estudiant a un lloc segur. Un agent de policia de 28 anys, Robert Robb, havia respost a una crida d'assistència durant l'incident, on va resultar ferit al coll quan va arribar.
Es van evitar més víctimes només perquè la policia va obstruir la seva línia de foc movent un camió d'escombraries davant de l'entrada de l'escola.
Després de disparar trenta-sis vegades, Spencer es va atrinxerar dins de casa seva durant diverses hores. Mentre estava allí, va parlar per telèfon amb un periodista de The San Diego Union-Tribune, que havia estat trucant a l'atzar als números de telèfon del barri. Spencer va dir a la periodista que havia disparat als nens i adults de l'escola perquè: "No m'agraden els dilluns. I això ha animat el dia". També va dir als negociadors policials que els nens i adults als quals havia disparat eren objectius fàcils i que anava a "sortir disparant". Spencer ha recordat repetidament aquestes declaracions a les audiències de llibertat condicional. Finalment, es va rendir i va abandonar la casa, segons es diu després que els negociadors li havien promès un àpat de Burger King. Els agents de policia van trobar ampolles de cervesa i whisky abandonades per la casa, però van dir que Spencer no semblava estar intoxicada quan va ser arrestada. Les fotos de l'escena del crim contradirien aquests relats.

## Empresonament
Spencer va ser acusada com adulta i es va declarar culpable de dos càrrecs d'assassinat i agressió amb una arma mortal. El 4 d'abril de 1980, un dia després del seu 18è aniversari, va ser condemnada a 25 anys de cadena perpètua. A la presó, Spencer va ser diagnosticada amb epilèpsia i va rebre medicaments per tractar l'epilèpsia i la depressió. Mentre estava a la Institució de Dones de Califòrnia a Chino, va treballar reparant equips electrònics.
Segons els termes de la seva condemna, Spencer va ser elegible per a les audiències i considerar la seva idoneïtat per a la llibertat condicional el 1993.
En la seva primera audiència, l'any 1993, Spencer va dir que esperava que la policia la disparés i que havia estat consumidora d'alcohol i drogues en el moment del crim, tot i que els resultats de les proves de drogues fetes quan va ser detinguda eren negatives. A la seva audiència de llibertat condicional de 2001, Spencer va afirmar que el seu pare l'havia estat sotmetent a pallisses i abús sexual, però el pare va dir que les acusacions no eren certes. El president de la junta de llibertat condicional va dir que, com que no havia explicat a ningú anteriorment les denúncies, dubtava de la seva veracitat. El 2005, un fiscal de districte adjunt de San Diego va citar un incident d'⁣autolesió de quatre anys abans, quan la xicota de Spencer va ser alliberada de la presó, com a demostració que Spencer era psicòtica i no apte per ser alliberat. Els primers informes van indicar que Spencer havia ratllat les paraules "coratge" i "orgull" a la seva pròpia pell; Spencer ho va corregir durant la seva audiència de llibertat condicional dient que es llegeix "imperdonable" i "sola".
El 2009, la junta va tornar a rebutjar la seva sol·licitud de llibertat condicional i va decidir que passarien deu anys abans que tornés a ser considerada. L'agost de 2022, Spencer i la Junta d'audiències de llibertat condicional van acordar que no era apta per a la llibertat condicional i que no seria elegible per a una altra audiència durant tres anys més a conseqüència d'aquesta denegació d'idoneïtat de llibertat condicional. Continua empresonada a la Institució de Dones de Califòrnia a Chino. La seva propera oportunitat per a una audiència de llibertat condicional serà el 2025.

## Conseqüències
Es va erigir una placa i un pal de bandera a Cleveland Elementary en memòria de les víctimes del tiroteig. L'escola es va tancar l'any 1983, juntament amb una dotzena d'escoles més de la ciutat, a causa de la disminució de la matrícula. En les dècades següents, el centre va ser llogat a diverses escoles concertades i privades. De 2005 a 2017, va acollir l'Acadèmia de Ciències Magnolia, una escola secundària pública que servia als estudiants de 6è a 8è grau. El 2018, l'escola va ser enderrocada per construir una urbanització i la placa es va traslladar a la vora sud de l'antiga escola, a la cantonada de l'avinguda Lake Atlin i Lake Angela Drive.
El 17 de gener de 1989, gairebé deu anys després dels esdeveniments a la Grover Cleveland Elementary de San Diego, hi va haver un altre tiroteig a una escola anomenada casualment Grover Cleveland Elementary, aquesta a Stockton, Califòrnia. Cinc estudiants van morir i una trentena van resultar ferits. Christy Buell, supervivent del tiroteig de 1979, va dir que estava "sorpresa, trista, horroritzada" pels titulars sobre el tiroteig de 1989.

## Mitjans de comunicació
Bob Geldof, aleshores cantant principal dels Boomtown Rats, va llegir sobre l'incident quan una notícia al respecte va sortir del télex a WRAS-FM, l'estació de ràdio del campus de la Universitat Estatal de Geòrgia a Atlanta. Li va impactar especialment l'afirmació de Spencer que ho feia perquè no li agradaven els dilluns, i va començar a escriure una cançó sobre això, anomenada "I Don't Like Mondays⁣". Va ser llançada el juliol de 1979 sent número u durant quatre setmanes al Regne Unit, i va ser l'èxit més gran de la banda a la seva Irlanda natal. Encara que no va arribar al Top 40 als EUA, va rebre una àmplia emissió de ràdio (fora de l'àrea de San Diego) malgrat els esforços de la família Spencer per evitar-ho. Geldof ha esmentat més tard que "[Spencer] em va escriure dient 'ella estava contenta d'haver-ho fet perquè l'havia fet famosa', cosa que no és una bona cosa per viure". Spencer discuteix haver contactat mai amb Geldof.

### Pel·lícules i televisió
La pel·lícula documental japonesa-nord-americana de 1982 The Killing of America representa l'incident. El documental britànic del 2006 I Don't Like Mondays també revisa el cas.
La sèrie Killer Kids de Lifetime Movies va publicar un episodi "Deadly Compulsion" que representava els crims de Spencer que es va emetre per primera vegada el 3 de setembre de 2014.
La xarxa Investigation Discovery va retratar els crims de Spencer en un dels tres casos presentats a l'episodi d'estrena de la temporada 2 de la sèrie documental Deadly Women, titulada "Thrill Killers⁣", emesa per primera vegada el 9 d'octubre de 2008.